# La Isleta
La Isleta es un barrio de la ciudad Las Palmas de Gran Canaria (isla de Gran Canaria, Canarias, España). Es uno de los barrios más populares que conforman el distrito Puerto-Canteras de esta ciudad.
El barrio se asienta en la península de La Isleta, al pie de las montañas de las cuales recibe el nombre. La Isleta ha sido tradicionalmente un popular barrio de pescadores y gente de clase obrera, principalmente empleados en el cercano Puerto de La Luz, origen e impulsor del desarrollo de La Isleta.
Por encima de las instalaciones portuarias y en la zona oriental del barrio, se emplaza el polígono industrial de El Sebadal, en donde tienen cabida empresas principalmente vinculadas a servicios portuarios, centros de distribución, medios de comunicación, almacenes, etc., conformando todo ello el área industrial más extensa de la ciudad.
En febrero de 2009, se declaró el 26 de febrero como "Día del Barrio de La Isleta".

## El barrio
Siguiendo el paseo de la Playa de las Canteras hacia el norte se llega a La Isleta, barrio de pescadores situado en el acceso a una pequeña península del mismo nombre. Este barrio, levantado sobre un terreno abrupto, se caracteriza por sus calles estrechas, sus tiendas antiguas y sus bulliciosos bares. En La Isleta se encuentran también el acuartelamiento del Regimiento de Infantería Canarias 50 y otras instalaciones militares. Uno de los núcleos del barrio es la plaza de Manuel Becerra, con el faro a un lado y el acceso a las instalaciones portuarias al otro. Al sur de la pequeña península se encuentra el Castillo de la Luz, fortificación más antigua de la isla.
La península de La Isleta está separada del resto de la ciudad por una estrecha ensenada, bordeada al sur por el Puerto de la Luz y de Las Palmas. Este puerto se ha convertido en uno de los principales centros logísticos de transbordo de mercancías y contenedores del norte de África. También jugó históricamente un importante papel en la prosperidad económica de la isla. En la actualidad, alrededor de 1000 buques atracan diariamente en sus muelles. Al sur de los muelles comerciales (ya lejos de La Isleta) hay un puerto deportivo, desde el cual salen cada año regatas que cruzan el Atlántico.

## Edificios y lugares de interés
- Castillo de la Luz
- El Confital
- Faro de La Isleta
- Península de La Isleta
- Puerto de Las Palmas
- Polideportivo Jardín de Infancia
- Polideportivo Portopí
- Parroquia de Nuestra Señora del Carmen
- Parroquia de Nuestra Señora de la Luz
- Los Nidillos (Punta Gorda y Punta Flaca)
- Plaza del Pueblo
- Plaza de Nuestra Señora del Carmen
- Plaza Belén María
- Plaza Ferret (El Parquillo)

## Fiestas populares

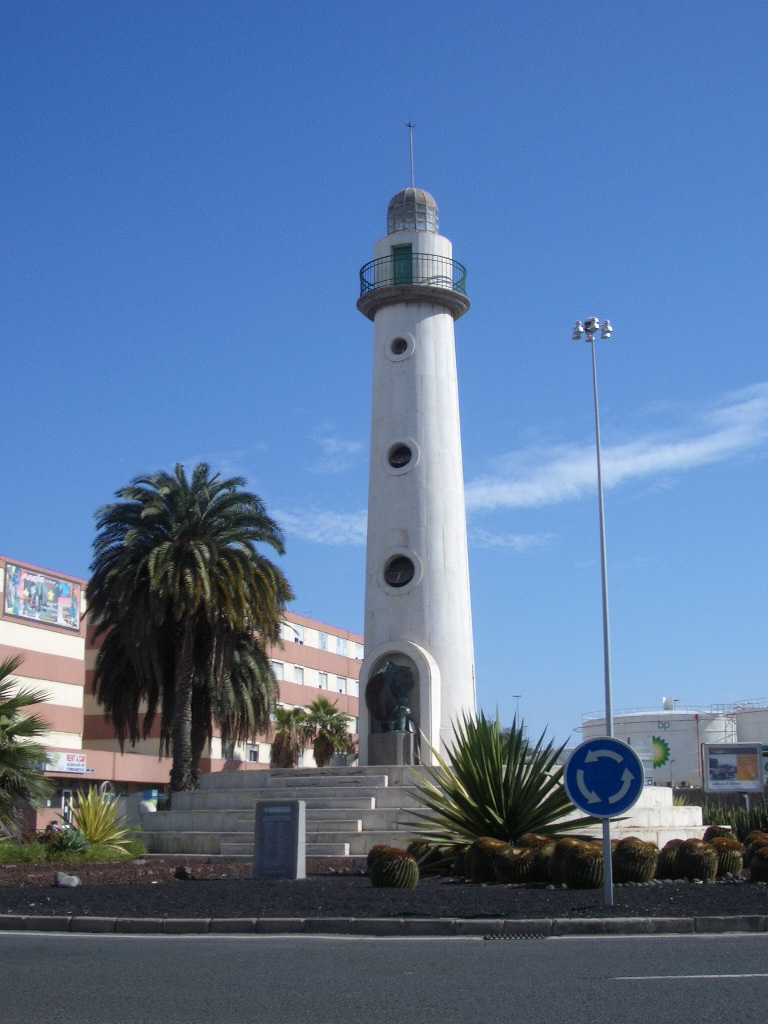
Faro a la entrada del Puerto de la Luz.

- Fiestas de la Naval en honor de Nuestra Señora de La Luz, patrona general del puerto y alcaldesa mayor de Las Palmas de Gran Canaria: 2º sábado de octubre.
- La Santa Cruz (Nueva Isleta): mayo
- Virgen de Fátima (Las Coloradas): mayo
- San Pedro: junio
- Nuestra Señora del Carmen: Durante el mes de julio La Isleta se viste de fiesta, el 16 de julio miles de personas acompañan a la Virgen del Carmen en su Aurora, siendo la procesión más multitudinaria de todas las que se celebran en la ciudad. También es la imagen con más devoción y patrona de este barrio marinero.
- Día de la Isleta: 26 de febrero (se celebró por primera vez en 2010)
- San Pío X: agosto